# Ölkynjärvi
Ölkynjärvi är en sjö i Finland. Den ligger i kommunen Kuusamo i landskapet Norra Österbotten, i den nordöstra delen av landet, 700 km norr om huvudstaden Helsingfors. Ölkynjärvi ligger 269 meter över havet. Den är 13,53 meter djup. Arean är 62 hektar och strandlinjen är 5,29 kilometer lång. Sjön  ingår i Kems huvudavrinningsområde. 